# Altino Corsino da Silva Flores
Altino Corsino da Silva Flores (Capoeiras, na época São José, 4 de fevereiro de 1892 — Florianópolis, 19 de outubro de 1983) foi um escritor brasileiro.

## Biografia
Desde cedo foi um apaixonado pelos livros. Seu primeiro emprego, ainda muito jovem, dado ao conhecimento da língua francesa que possuía, foi de tradutor e redator de cartas comerciais em francês para a firma Eduardo Horn, de Florianópolis, que importava muitos produtos (fato comum na época).
Já em 1906, com 14 anos, participava da redação do Semanário “O Estudante” e prestava colaborações no matutino “O Dia”, do jornalista Martinho Callado.
Em 1916, foi nomeado pelo governador Felipe Schmidt para o cargo de Inspetor Escolar do Estado de Santa Catarina. Pelo governador Antônio Vicente Bulcão Viana foi nomeado Diretor Geral da Instrução do Estado de Santa Catarina, cargo que hoje equivale ao de Secretário de Estado da Educação. Foi professor de história, geografia geral, francês, português e literatura.
Foi proprietário e diretor por 20 anos do Jornal “O Estado”, de Florianópolis (de 1925 a 1944). Em 1934, idealizou e fundou a Associação Catarinense de Imprensa, da qual foi o primeiro presidente.
Foi Chefe da Casa Civil e Secretário de Governo de vários governadores de Santa Catarina, entre estes Irineu Bornhausen, Luiz Gallotti (interventor), Jorge Lacerda e Heriberto Hülse.
Casou-se em Florianópolis em 31 de dezembro de 1917, aos 25 anos, com Zilda Callado, falecida em 1960. Tiveram 5 filhos: Percival, Ênio, Marília, Noemi e Zita.
Ao falecer, em 19 do outubro de 1983, em Florianópolis, deixou 18 netos e 32 bisnetos.
Grande parte de sua produção literária não foi editada em livros e encontra-se esparsa em jornais e revistas, muitas vezes sob os pseudônimos de Vítor Bruno, Albino Rosas, Gil Barreto, Flama-Rio e Saltabadil.
Com Othon da Gama Lobo d'Eça, idealizou a Sociedade Catarinense de Letras, depois Academia Catarinense de Letras, fundada em 31 de julho de 1932, em Florianópolis, à qual pertenceu até a sua morte, em 1983. Ocupou a cadeira 23 da Academia, que tinha como patrono o poeta José Cândido de Lacerda Coutinho.

## Obras
Dentre suas obras destacam-se:
- Pela Memória de Renan (1923)
- O Caso Renan e os Processos Episcopais (1923)
- No Mundo das Coisas Pequenas (1924)
- Goethe, Os Novos e os Velhos (1949)
- Do Sonho à Miséria e à Morte: Antero dos Reis Dutra (1970)
- Sondagens Literárias (1973)

## Representação na cultura
- É patrono da cadeira 4 na Academia Josefense de Letras
- Em São José, está localizada a Escola Básica Municipal Professor Altino Corsino da Silva Flores [2]